# ويندوز فندمينتالز فور ليجاسي بيسيز
ويندوز فندمينتالز فور ليجاسي بيسيز أو ويندوز الأساسيات للحاسبات القديمة (باللاتينية: Windows Fundmentals for Legacy PCs أو للاختصار WinFLP) هو نظام تشغيل من شركة مايكروسوفت، كان اسمه الكودي خلال فترة التطوير ويندوز إيغر Eiger. وهو بديل لأنظمة التشغيل القديمة، حيث تم تصميمه ليعمل على المعدات الأقدم. تم طرحه في يوليو 2006. وتم بناؤه على تقنية ويندوز إكس بي، وبالتالي فإن واجهته تشبه واجهة ويندوز إكس بي تمامًا. لا يحتوي ذلك الإصدار على الألعاب ولا برنامج البريد Outlook Express ولا بعض أدوات النظام الأخرى (System Tools).

## متطلبات النظام الدنيا
يتطلب ويندوز أساسيات الحاسب القديم حاسبًا يحتوي على المعدات التالية:
- ذاكرة قدرها 64 ميجابايت (و ينصح بذاكرة قدرها 128 ميجابايت)
- معالج من فئة بنتيوم
- مساحة على القرص الصلب قدرها 500 ميجابايت (و ينصح ب1 بجيجابايت)
- كثافة نقطية للشاشة قدرها 800×600 أو أعلى
- بطاقة شبكة